# Bernhard Waldenfels
Bernhard Waldenfels (* 17. März 1934 in Essen) ist ein deutscher Philosoph. Er gilt als einer der wichtigsten Denker der gegenwärtigen deutschsprachigen Phänomenologie. Zentrale Themen seines Schreibens sind phänomenologische Studien zur Erfahrung, Fremdheit bzw. Alterität und Leiblichkeit.

## Leben
Bernhard  Waldenfels war ein Sohn aus der Ehe von Bernhard und Therese Waldenfels geb. Schröder. Er studierte Philosophie, Psychologie, klassische Philologie, Theologie und Geschichte in Bonn, Innsbruck, München und Paris. Gefördert durch die Studienstiftung des deutschen Volkes promovierte er 1959 in München mit der Arbeit Das sokratische Fragen: Aporie, Elenchos, Anamnesis. 1960/61 legte er das Staatsexamen in den Fächern Griechisch, Latein und Geschichte ab. Von 1960 bis 1962 verbrachte er einen Studienaufenthalt in Paris, wo er bei den französischen Philosophen Paul Ricoeur und Maurice Merleau-Ponty studierte, die sein philosophisches Denken stark beeinflusst haben. Es folgte die Vorbereitung auf die Habilitation als Stipendiat der DFG und die anschließende Habilitation in München 1967 mit der Arbeit Das Zwischenreich des Dialogs: sozialphilosophische Untersuchungen in Anschluss an Edmund Husserl. Von 1966 bis 1967 unterrichtete er Griechisch und Latein an einem Privatgymnasium. 1968–1976 hatte er eine Lehrtätigkeit als Universitätsdozent und außerordentlicher Professor an der Münchner Universität. 1976 wurde er zum ordentlichen Professor für Philosophie an die Ruhr-Universität Bochum berufen. Dort forschte und lehrte er bis zu seiner Emeritierung im Jahre 1999. Von 1975 bis 2016 (bis 2007 zusammen mit Rüdiger Bubner, ab 2008 mit Jens Halfwassen und Pirmin Stekeler-Weithofer) war er Herausgeber der Philosophischen Rundschau.
Seit 1961 ist er verheiratet mit Christin Waldenfels-Goes. Bernhard und Christin Waldenfels haben zwei Söhne, Titus und Aurel Waldenfels, und drei Enkelkinder.
Er ist Mitbegründer der Deutschen Gesellschaft für phänomenologische Forschung.
Waldenfels hatte Gastprofessuren unter anderem in Rotterdam (1982), Paris: Maison des Sciences de l’Homme (1984), New York: New School (1987), Rom (1989), Louvain-la-Neuve (1990), Debrecen (1992),
San José, Costa Rica (1991), Prag: Central European University (1993), New York: State University of New York at Stony Brook (1999), Wien (2002) und Hongkong: Chinese University of Hong Kong (2004).
Sein Bruder Hans Waldenfels SJ (1931–2023) war ein Fundamentaltheologe und Religionsphilosoph.

## Wissenschaftliche Arbeit
In seiner wissenschaftlichen Arbeit beschäftigt sich Waldenfels mit einer responsiven, leiblich verankerten Phänomenologie ausgehend von den Philosophen Edmund Husserl, Martin Heidegger und Alfred Schütz bis hin zur neueren französischen Philosophie insbesondere Maurice Merleau-Ponty, Jean-Paul Sartre, Michel Foucault und Emmanuel Levinas. Durch seine Werke hat Waldenfels vor allem die neuere französische Philosophie in der deutschsprachigen Philosophie bekannter gemacht. Er übersetzte auch einige zentrale Werke Merleau-Pontys in die deutsche Sprache, die sein eigenes Denken stark geprägt haben. Nach Lambert Wiesing habe Waldenfels Merleaus systematische Bedeutung für die phänomenologische Bildtheorie entfaltet, „die bei der Relation zwischen dem Sichtbarmachen in B[ild]ern und dem Sichtbarwerden in der Anschauung ansetzt“.
Hauptthema bei Waldenfels ist die Ordnungsschwundstufe der Moderne. Auch der Begriff des Fremden wird über eine Problematisierung der Ordnung oder der Ordnungen angegangen. Das Fremde erweise sich aus dieser Perspektive als das Außerordentliche, das was in einer Ordnung nicht sagbar, denkbar oder erfahrbar sei; in der Ordnung keinen Platz fände. Fremdheit ist bei Waldenfels immer in Relation zu einer Ordnung zu sehen. „Der Dialog zerteilt sich in Diskurse im Sinne Foucaults, die jeweils spezifischen Ordnungen unterliegen. Es gilt also der Satz: So viele Ordnungen, so viele Fremdheiten. Das Außer-ordentliche begleitet die Ordnung wie ein Schatten.“
Außerdem wurden einige seiner phänomenologische Werke in zahlreiche Sprachen u. a. ins Englische, Französische, Italienische, Japanische, Spanische, Türkische, Serbokroatische und Russische übersetzt.
Zu Waldenfels’ akademischen Schülerinnen und Schülern gehören u. a. Kathrin Busch, Iris Därmann, Petra Gehring, Hans-Dieter Gondek, Antje Kapust, Käte Meyer-Drawe, Friedrich Balke, Thomas Bedorf, Burkhard Liebsch, Andreas Gelhard, Tobias N. Klass und Marc Rölli.
Seit 2009 gibt es das Bernhard Waldenfels-Archiv an der Universität Freiburg. Waldenfels hat seinen umfangreichen Vorlass als Schenkung an die Universität Freiburg übergeben, dort wo Edmund Husserl die moderne Phänomenologie begründet hatte. Anfang 2021 hat Bernhard Waldenfels für sein Schaffen, „[...] das die Bedingungen und Möglichkeiten des Verstehens von Fremdem auslotet“, den mit 50'000 Euro dotierten Dr. Leopold Lucas-Preis der evangelisch-theologischen Fakultät der Universität Tübingen erhalten. Die Jury argumentierte, dass Waldenfels „[...] sich der Herausforderung, einen phänomenologischen Diskurs zu entwickeln“ stellt, mit welchem sich erfassen lasse, „[...] inwiefern sich das Fremde im instabilen und pluralistischen Terrain der Erfahrung auf eine authentische Weise offenbart und dadurch erkennbar bleibt.“

## Schriften
- Das sokratische Fragen, Meisenheim: A. Hain 1961
- Das Zwischenreich des Dialogs. Sozialphilosophische Untersuchungen in Anschluß an E. Husserl, Den Haag: M. Nijhoff 1971 (japan. 1986)
- Der Spielraum des Verhaltens, F./M.: Suhrkamp 1980 (japan. 1987)
- Phänomenologie in Frankreich, F./M.: Suhrkamp 1983
- In den Netzen der Lebenswelt, F./M.: Suhrkamp 1985, ²1994 (serbokroat. 1991)
- Ordnung im Zwielicht, F./M.: Suhrkamp 1987 (engl. Übers. v. David J. Parent: Order in the Twilight, 1996)
- Der Stachel des Fremden, F./M.: Suhrkamp 1990, 1998 (slowen., tschech. 1998)
- Einführung in die Phänomenologie, München: Fink 1992 (span. 1997, korean. 1998, ukrain. 2002)
- Antwortregister, F./M.: Suhrkamp 1994
- Deutsch-Französische Gedankengänge, F./M.: Suhrkamp 1995
- Topographie des Fremden – Studien zur Phänomenologie des Fremden 1, F./M.: Suhrkamp 1997 (poln. 2002, ukrain. 2004, franz. 2009)
- Grenzen der Normalisierung – Studien zur Phänomenologie des Fremden 2, F./M.: Suhrkamp 1998 (ung. 2005)
- Sinnesschwellen – Studien zur Phänomenologie des Fremden 3, F./M.: Suhrkamp 1999
- Vielstimmigkeit der Rede – Studien zur Phänomenologie des Fremden 4, F./M.: Suhrkamp 1999
- Das leibliche Selbst. Vorlesungen zur Phänomenologie des Leibes. Hrsg. von Regula Giuliani. Suhrkamp, Frankfurt am Main 2000 (japan. 2004)
- Verfremdung der Moderne, Wallstein: Göttingen; 2001
- Bruchlinien der Erfahrung, F./M.: Suhrkamp 2002
- Spiegel, Spur und Blick. Zur Genese des Bildes, Köln: Salon Verlag 2003
- Findigkeit des Körpers, Norderstedt: Books on Demand 2004
- Phänomenologie der Aufmerksamkeit, F./M.: Suhrkamp 2004
- Idiome des Denkens. Deutsch-Französische Gedankengänge II, F./M.: Suhrkamp (2005)
- Grundmotive einer Phänomenologie des Fremden, F./M.: Suhrkamp 2006 (poln. 2009)
- Schattenrisse der Moral, F./M.: Suhrkamp 2006
- Philosophisches Tagebuch. Aus der Werkstatt des Denkens 1980–2005, München: Fink 2008.
- Ortsverschiebungen, Zeitverschiebungen: Modi leibhaftiger Erfahrung, F./M.: Suhrkamp 2009.
- Sinne und Künste im Wechselspiel: Modi ästhetischer Erfahrung, F./M.: Suhrkamp 2010.
- Hyperphänomene: Modi hyperbolischer Erfahrung, Berlin: Suhrkamp 2012.
- Sozialität und Alterität: Modi sozialer Erfahrung. Suhrkamp, Berlin 2015.
- Platon: Zwischen Logos und Pathos. Suhrkamp, Berlin 2017.
- Erfahrung, die zur Sprache drängt. Studien zur Psychoanalyse und Psychotherapie aus phänomenologischer Sicht. Suhrkamp, Berlin 2019.
- Reisetagebuch eines Phänomenologen: Aus den Jahren 1978–2019. Ergon Verlag, Baden-Baden 2020.
- Globalität, Lokalität, Digitalität. Herausforderungen der Phänomenologie. Suhrkamp, Berlin 2022.

als Herausgeber von Sammelbänden:
- Phänomenologie und Marxismus. 1. Konzepte und Methoden. Hrsg. mit Jan M. Broekman und Ante Pažanin, Suhrkamp, Frankfurt/M. 1977.
- Phänomenologie und Marxismus. 2. Praktische Philosophie. Hrsg. mit Jan M. Broekman und Ante Pažanin, Suhrkamp, Frankfurt/M. 1977.
- Phänomenologie und Marxismus. 3. Sozialphilosophie. Hrsg. mit Jan M. Broekman und Ante Pažanin, Suhrkamp, Frankfurt/M. 1978.
- Phänomenologie und Marxismus. 4. Erkenntnis- und Wissenschaftstheorie. Hrsg. mit Jan M. Broekman und Ante Pažanin, Suhrkamp, Frankfurt/M. 1979.
- Sozialität und Intersubjektivität. Phänomenologische Perspektiven der Sozialwissenschaften im Umkreis von Aron Gurwitsch und Alfred Schütz. Hrsg. mit Richard Grathoff, Fink: München 1983.
- Leibhaftige Vernunft. Spuren von Merleau Pontys Denken. Hrsg. mit Alexandre Métraux, Fink: München 1986.
- Spiele der Wahrheit. Michel Foucaults Denken. Hrsg. mit François Ewald, Suhrkamp: Frankfurt/M. 1991.
- Einsätze des Denkens. Zur Philosophie von Jacques Derrida. Hrsg. mit Hans-Dieter Gondek, Suhrkamp: Frankfurt/M. 1997.
- Der Anspruch des Anderen. Perspektiven phänomenologischer Ethik. Hrsg. mit Iris Därmann, Fink: München 1998.
- Gewalt. Strukturen, Formen, Repräsentationen. Hrsg. mit Mihran Dabag und Antje Kapust,  Fink: München 2000.
- Kunst – Bild – Wahrnehmung – Blick: Merleau Ponty zum Hundertsten. Hrsg. mit Antje Kapust, Fink: München 2010.

als Editor und Übersetzer:
- Maurice Merleau Ponty: Die Struktur des Verhaltens. Einleitung und Übersetzung, De Gruyter: Berlin 1976.
- Maurice Merleau Ponty: Das Sichtbare und das Unsichtbare. Übersetzung gemeinsam mit Regula Giuliani, Fink: München 1986.
- Edmund Husserl. Arbeit an den Phänomenen. Ausgewählte Schriften. Fischer: Frankfurt/M. 1993.
- Maurice Merleau Ponty: Keime der Vernunft. Vorlesungen an der Sorbonne 1949–1952. Aus dem Franz. von Antje Kapust. Mit Anm. von Antje Kapust und Burkhard Liebsch, Fink: München 1994.
- Edmund Husserl: Die Krisis des europäischen Menschentums und die Philosophie. Beltz/Athenäum: Weinheim 1995.

## Auszeichnungen
- 2012: Ehrendoktor der Universität Rostock[10].
- 2017: Sigmund-Freud-Kulturpreis[11]
- 2021: Dr.-Leopold-Lucas-Preis

## Belege
1. ↑  Um Levinas’ emphatische Andersheit des Anderen (autrui) von der ontologischen Andersheit zu unterscheiden, werde auch von Alterität gesprochen. (BW, Art. Andere/Andersheit/Anderssein, in: Hans Jörg Sandkühler et al. (Hrsg.): Enzyklopädie Philosophie in 3 Bdn., Felix Meiner Verlag, zuerst 1999.)
2. ↑  Lambert Wiesing: Art. Bild, in: Wörterbuch der phänomenologischen Begriffe. Unter Mitarbeit von Klaus Ebner u. Ulrike Kadi hrsg. v. Helmuth Vetter. Hamburg: Meiner (Nachdruck) 2020 (2004).
3. ↑  Katalin Teller: Warum Musil in Bernhard Waldenfels' Phänomenologie des Fremden? : eine Skizze. In: Trans. Band 16, 16. August 2006, ISSN 1560-182X, S. 1–6 (uni-frankfurt.de [abgerufen am 27. Juni 2024]).
4. ↑  Bernhard Waldenfels: Ordnung im Zwielicht. Suhrkamp, Frankfurt am Main 1987 (engl. 1996)
5. ↑  Bernhard Waldenfels: Topographie des Fremden. Studien zur Phänomenologie des Fremden I. Suhrkamp, Frankfurt am Main 1997, S. 33
6. ↑  http://www.husserlarchiv.de/bernhard-waldenfels-archiv/publinkintern@1@2Vorlage:Toter+Link/www.husserlarchiv.de+(Seite+nicht+mehr+abrufbar,+festgestellt+im+Oktober+2022.+Suche+in+Webarchiven) Datei:Pictogram+voting+info.svg Info:+Der+Link+wurde+automatisch+als+defekt+markiert.+Bitte+prüfe+den+Link+gemäß+Anleitung+und+entferne+dann+diesen+Hinweis.
7. ↑  http://www.husserlarchiv.de/bernhard-waldenfels-archiv
8. ↑  2 | Universität Tübingen. Abgerufen am 27. März 2022.
9. ↑  2 | Universität Tübingen. Abgerufen am 27. März 2022.
10. ↑   Universität Rostock verleiht Ehrendoktorwürde an den Philosophen Bernhard Waldenfels (Memento vom 8. Juli 2015 im Internet Archive)
11. ↑  Bernhard Waldenfels-Archiv. Albert-Ludwigs-Universität Freiburg, archiviert vom Original am 24. Juli 2018; abgerufen am 24. Juli 2018.